# Place Roger-Priou-Valjean
Place Roger-Priou-Valjean je náměstí v Paříži v historické čtvrti Marais.

## Poloha
Náměstí leží ve 4. obvodu podél ulice Rue du Figuier.

## Historie
Náměstí bylo vytvořeno v roce 2003 na Rue du Figuier a téhož roku 25. listopadu bylo pojmenováno na počest městského radního a člena francouzského odboje Rogera Priou-Valjeana (1912–1999).

## Významné stavby
- Hôtel de Sens a Bibliothèque Forney
- Lycée Charlemagne
- Jardin Roger-Priou-Valjean